# Palloseura Kemi Kings 2017

## Stagione
Nella stagione 2017 il PS Kemi Kings ha disputato la Veikkausliiga, massima serie del campionato finlandese di calcio, terminando il torneo al decimo posto con 38 punti conquistati in 33 giornate, frutto di 8 vittorie, 8 pareggi e 17 sconfitte. In Suomen Cup è sceso in campo a partire dal sesto turno, venendo subito eliminato avendo chiuso la fase a gironi come terzo classificato nel girone A.

## Organico

### Rosa
| N. |                              | Ruolo | Calciatore            |
| -- | ---------------------------- | ----- | --------------------- |
| 2  | Trinidad e Tobago (bandiera) | D     | Aubrey David          |
| 3  | Colombia (bandiera)          | D     | Eduard Zea            |
| 4  | Slovenia (bandiera)          | A     | Filip Valenčič        |
| 5  | Finlandia (bandiera)         | D     | Lassi Nurmos          |
| 6  | Somalia (bandiera)           | C     | Abdulkadir Said Ahmed |
| 7  | Finlandia (bandiera)         | D     | Henri Louste          |
| 8  | Finlandia (bandiera)         | C     | Matias Ojala          |
| 9  | Finlandia (bandiera)         | A     | Rasmus Karjalainen    |
| 10 | Finlandia (bandiera)         | A     | Jussi Aalto           |
| 10 | Estonia (bandiera)           | C     | Sergei Mošnikov       |
| 11 | Finlandia (bandiera)         | A     | Topias Wiena          |
| 12 | Finlandia (bandiera)         | P     | Oskari Forsman        |
| 14 | Finlandia (bandiera)         | C     | Justus Lehto          |
| 17 | Finlandia (bandiera)         | C     | Aleksi Gullsten       |

| N. |                        | Ruolo | Calciatore               |
| -- | ---------------------- | ----- | ------------------------ |
| 18 | Gambia (bandiera)      | A     | Momodou Ceesay           |
| 19 | Finlandia (bandiera)   | D     | Niko-Petteri Kuukasjärvi |
| 20 | Finlandia (bandiera)   | C     | Aleksi Räihä             |
| 21 | Colombia (bandiera)    | C     | Julian Guevara           |
| 22 | Gambia (bandiera)      | D     | Abdoulie Mansally        |
| 23 | Finlandia (bandiera)   | C     | Omar Jama                |
| 24 | Colombia (bandiera)    | A     | Edwin Salazar            |
| 26 | Estonia (bandiera)     | D     | Marek Kaljumäe           |
| 27 | Finlandia (bandiera)   | C     | Samuel Mahlamäki         |
| 35 | Finlandia (bandiera)   | P     | Mikko Vilmunen           |
| 58 | Finlandia (bandiera)   | C     | Reza Heidari             |
| 62 | Finlandia (bandiera)   | D     | Juuso Laitinen           |
| 66 | Paesi Bassi (bandiera) | A     | Kevin Tano               |

## Statistiche

### Statistiche di squadra
| Competizione  | Punti | In casa | In casa | In casa | In casa | In casa | In casa | In trasferta | In trasferta | In trasferta | In trasferta | In trasferta | In trasferta | Totale | Totale | Totale | Totale | Totale | Totale | DR  |
| Competizione  | Punti | G       | V       | N       | P       | Gf      | Gs      | G            | V            | N            | P            | Gf           | Gs           | G      | V      | N      | P      | Gf     | Gs     | DR  |
| ------------- | ----- | ------- | ------- | ------- | ------- | ------- | ------- | ------------ | ------------ | ------------ | ------------ | ------------ | ------------ | ------ | ------ | ------ | ------ | ------ | ------ | --- |
| Veikkausliiga | 32    | 16      | 3       | 7       | 6       | 19      | 25      | 17           | 5            | 1            | 11           | 19           | 34           | 33     | 8      | 8      | 17     | 38     | 59     | -21 |
| Suomen Cup    | -     | 3       | 1       | 1       | 1       | 4       | 4       | 2            | 1            | 1            | 0            | 7            | 2            | 5      | 2      | 2      | 1      | 11     | 6      | +5  |
| Totale        | -     | 19      | 4       | 8       | 7       | 23      | 29      | 19           | 6            | 2            | 11           | 26           | 36           | 38     | 10     | 10     | 18     | 49     | 65     | -16 |